# Iglesia de la Purísima Concepción (Alcántara de Júcar)
La Iglesia parroquial de la Purísima Concepción es un templo católico situado en la plaza de la Iglesia, 15, en el municipio de Alcántara de Júcar. Es Bien de Relevancia Local con identificador número 46.20.016-001.

## Historia
La iglesia comenzó a construirse en 1914, en sustitución del antiguo templo que, en opinión de Sanchis Sivera, era el mismo que se había utilizado como mezquita hasta el siglo XVI.
La Purísima Concepción es la patrona de Alcántara de Júcar.

## Descripción
Es un edificio de estilo neogótico.
El interior es muy modesto aunque proporcionado. Está formado por tres naves divididas en cinco tramos, cubiertos por bóvedas góticas cuatripartitas. En el altar mayor se encuentra un retablo neogótico de madera tallada sin dorar con la imagen de la titular en el centro, y las de San Joaquín y Santa Ana a los lados. El tabernáculo está decorado con una pintura del Salvador.
En el exterior, la fachada es modesta, en consonancia con el interior, y también de estilo neogótico vigente a principios del siglo XX. Presenta una puerta adovelada rematada por un tímpano goticista.
El campanario es de planta cuadrada, con unas esquemáticas pilastras en las esquinas y edículos de coronación con contrafuertes.